# Parsons, Kansas
Parsons là một thành phố thuộc quận Labette, tiểu bang Kansas, Hoa Kỳ. Năm 2010, dân số của xã này là 10500 người.

## Dân số
Dân số các năm:
- Năm 2000: 11514 người
- Năm 2010: 10500 người